# Aroma
Aromas são compostos químicos voláteis facilmente perceptíveis por neurônios olfatórios dos órgãos olfativos dos animais.
Normalmente, chamam-se aromas a substâncias com um cheiro agradável e que, por isso, são utilizadas na culinária, na fabricação de perfumes e outros usos em que se pretenda mascarar um cheiro desagradável.
Uma das principais fontes de aromas naturais são as ervas aromáticas. Os aromas causam sensações físicas e psicológicas nos seres humanos e animais